# Aegla parana
Aegla parana es una especie de decápodo aéglido integrante del género Aegla, cuyos miembros son denominados comúnmente cangrejos tanque, cangrejos pancora, cangrejos de agua dulce, falsos cangrejos o cucarachas de río. Este crustáceo habita en aguas dulces del centro-sur de América del Sur.

## Taxonomía
Esta especie fue descrita originalmente en el año 1942 por el biólogo carcinólogo estadounidense Waldo LaSalle Schmitt.
Localidad y ejemplares tipo
El holotipo es un macho etiquetado como el USNM 80016, el cual midió 44 mm.  Fue colectado el 21 de octubre de 1925 por Carlos Zornig, en aguas del río Negro del estado de Paraná, en el sudeste del Brasil. Los paratipos son un macho, MCZ 12316 con idénticos datos de colecta, y 2 machos y una hembra (USNM 169118), todos colectados el 12 de octubre de 1925 en la misma localidad citada.

## Distribución y hábitat
Este cangrejo habita en el fondo de arroyos, ríos, lagunas y lagos de agua dulce. Se distribuye en el sudeste del Brasil en el norte del estado de Santa Catarina y sudeste, sur y sudoeste del estado de Paraná. También habita en el extremo nordeste de la Argentina.
Argentina
- Misiones: arroyo Ibicuy (afluente del río Iguazú), parque nacional Iguazú.

Brasil
- Paraná: Marechal Cândido Rondon, Quatro Pontes, Arroyo Guaçú, Porto Amazonas, río Cavernoso, río Negro, Cataratas del Iguazú, Chopinzinho, Pinhão, Ponta Grossa, Porto Vitória.
- Santa Catarina: Palmitos, río Canoinhas, río Água Clara, Itapiranga, Porto União, río Timbó.

## Características y costumbres
Esta especie es de las mayores del género. En los lotes estudiados se encontraron ejemplares con 53,5 mm de cefalotórax y 90,6 mm de longitud total, siendo el promedio de los machos de 29,04 mm y el de las hembras de 28,11 mm. De entre las especies de Aegla que habitan en aguas brasileñas esta es la más espinosa, siendo una característica de la misma la presencia de robustas espinas en el caparazón.